# Karl Biecker
Karl Biecker (* 26. August 1859 in Köln; † 1927 ebenda; vollständiger Name: Karl Wilhelm Biecker; die Schreibweise des Rufnamens variiert zwischen Karl und Carl) war ein deutscher Architekt und Eisenbahn-Baubeamter.

## Herkunft
Karl Biecker war ein Sohn des Juristen Carl August Biecker (1828–1910). Aus Hückeswagen stammend, trat sein Vater nach einer ersten juristischen Laufbahn an den Landgerichten Köln und Elberfeld 1863 als Assessor und Notariatskandidat aus dem Staatsdienst aus und als Assistent bei der Rheinischen Eisenbahn-Gesellschaft in Köln ein. Mit deren Verstaatlichung wurde er im Jahre 1880 in den Vorstand der staatlichen Nachfolgerin dieser Privatgesellschaft, der Königlichen Eisenbahndirektion Köln linksrheinisch, berufen. Biecker schied als Geheimer Regierungsrat aus dem Dienst.

## Beruflicher Werdegang
Karl Biecker besuchte in Köln das Apostelgymnasium, das er 1879 mit der bestandenen Reifeprüfung verließ. Unter Einschluss der einschlägigen Praktika bei arrivierten Architekturateliers legte Biecker als Kandidat der Baukunst im Juni 1884 zunächst die Erste Staatsprüfung mit darauffolgender Ernennung zum Regierungsbauführer (Referendar) und im Oktober 1889 auch die Zweite Staatsprüfung ab, in deren Folge er zum Regierungsbaumeister (Assessor) des Hochbaufachs ernannt wurde.
Als Regierungsbaumeister, d. h. noch als Beamter auf Probe, wurde Biecker 1899 seitens der Königlichen Eisenbahndirektion Köln mit der Anfertigung von Entwurfsskizzen für den neuen Koblenzer Hauptbahnhof betraut. Um angesichts fehlender freier Stellen innerhalb des Dienstbereichs der Eisenbahndirektion Köln das Problem einer definitiven Anstellung Bieckers zu umgehen, wurde er im Oktober 1900 pro forma als Kreisbauinspektor für den Baukreis Wollstein bei Posen eingestellt. Dieses Amt war seit einem halben Jahr unbesetzt. Praktisch wurde er dort jedoch durch Regierungsbaumeister Hans Lottermoser vertreten. Biecker selbst war zeitgleich auftragsweise mit den Bahnhofshochbauten in Koblenz befasst. Im Frühjahr 1901 zum Königlichen Landbauinspektor ernannt, wurde er nach Abschluss der Koblenzer Arbeiten noch im selben Jahr 1902 mit vier weiteren Bahnhofsbauten betraut: Entwurf und Leitung der Ausführung der Hauptbahnhöfe in Krefeld, Mönchengladbach und Rheydt sowie Umbau und Erweiterung des Hauptbahnhofs in Neuss. Zu diesem Zweck wurde Biecker zum Oktober 1902 als Vorstand der Bauabteilung für Eisenbahnhochbauten nach Krefeld versetzt. Noch vor Abschluss aller dortigen Arbeiten erfolgte im April 1906 seine offizielle Versetzung zur Königlichen Eisenbahndirektion Köln.
Ab 1904 liefen die Planungen zur Errichtung eines neuen zentralen Eisenbahndirektions-Gebäudes, denn bisher waren die Eisenbahnbeamten unter anderem in verschiedenen Gebäuden der privaten Vorgängergesellschaften untergebracht. Mit Beginn der Bauarbeiten nach seinem Entwurf, die auch von ihm geleitet wurden, erhielt Biecker Ende des Jahres 1906 die Charakterisierung als Königlich Preußischer Baurat IV. Klasse. An weiteren Auszeichnungen wurde ihm aus Anlass der Fertigstellung des Neubaus der Eisenbahndirektion Köln der Rote Adler-Orden IV. Klasse verliehen. Das Direktionsgebäude samt Präsidentenvilla wurde Bieckers bedeutendste Bauaufgabe. Der 1913 vollendete und trotz Kriegbeschädigung noch in weiten Teilen erhaltene Bau prägt noch heute die Rheinpromenade der nördlichen Kölner Altstadt.
Mit Bieckers Ernennung zum Regierungs- und Baurat im Frühjahr 1911 war auch sein Aufstieg zum Direktionsmitglied verbunden; in der Folge verantwortete er zahlreiche Hochbauten in deren Dienstbereich. 1927 starb er als Oberregierungsbaurat im Ruhestand.

## Werk (Auswahl)
- 1898–1899: Synagoge in Oberhausen, Friedensstraße 24 (1938 zerstört)[15]
- 1899–1902: Hauptbahnhof Koblenz (erste Entwurfsskizzen, und nach Umarbeitung durch den Landbauinspektor Fritz Klingholz, dieser unter Leitung des Geheimen Oberbaurats Paul Thoemer und später des Geheimen Baurats Alexander Rüdell, die weitere Entwurfsausarbeitung und schließlich Bauausführung durch Biecker)
- 1902–1907: Hauptbahnhof Krefeld (Bauleitung bis 1906)
- 1905–1908: Hauptbahnhof Mönchengladbach (Bauleitung bis 1906)
- 1906–1907: Hauptbahnhof Rheydt (Bauleitung bis 1906)
- bis 1906: Hauptbahnhof Neuss
- 1906–1913: Verwaltungs- und Dienstgebäude der Königlichen Eisenbahndirektion Köln, Konrad-Adenauer-Ufer 3 (Entwurf und Ausführung unter Hilfe der Regierungsbaumeister Adolph Kayser und Martin Kießling; die Oberleitung lag in Händen von Rüdell)[16][17][18]
- 1911–1914: Bahnhof Köln-Deutz (heute Bahnhof Köln Messe/Deutz; mit Unterstützung des Regierungsbaumeisters Hugo Röttcher)[19]
- 1914: Entwurf für Eingangsgebäude-Gruppe und Wasserturm des Eisenbahnausbesserungswerks Jülich

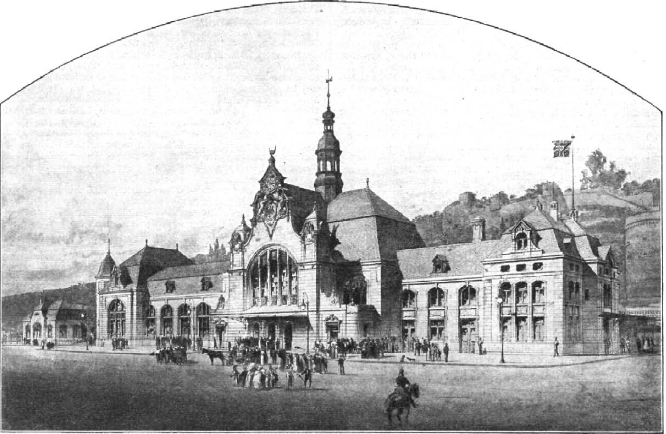
Hauptbahnhof Koblenz, Lithographie 1903
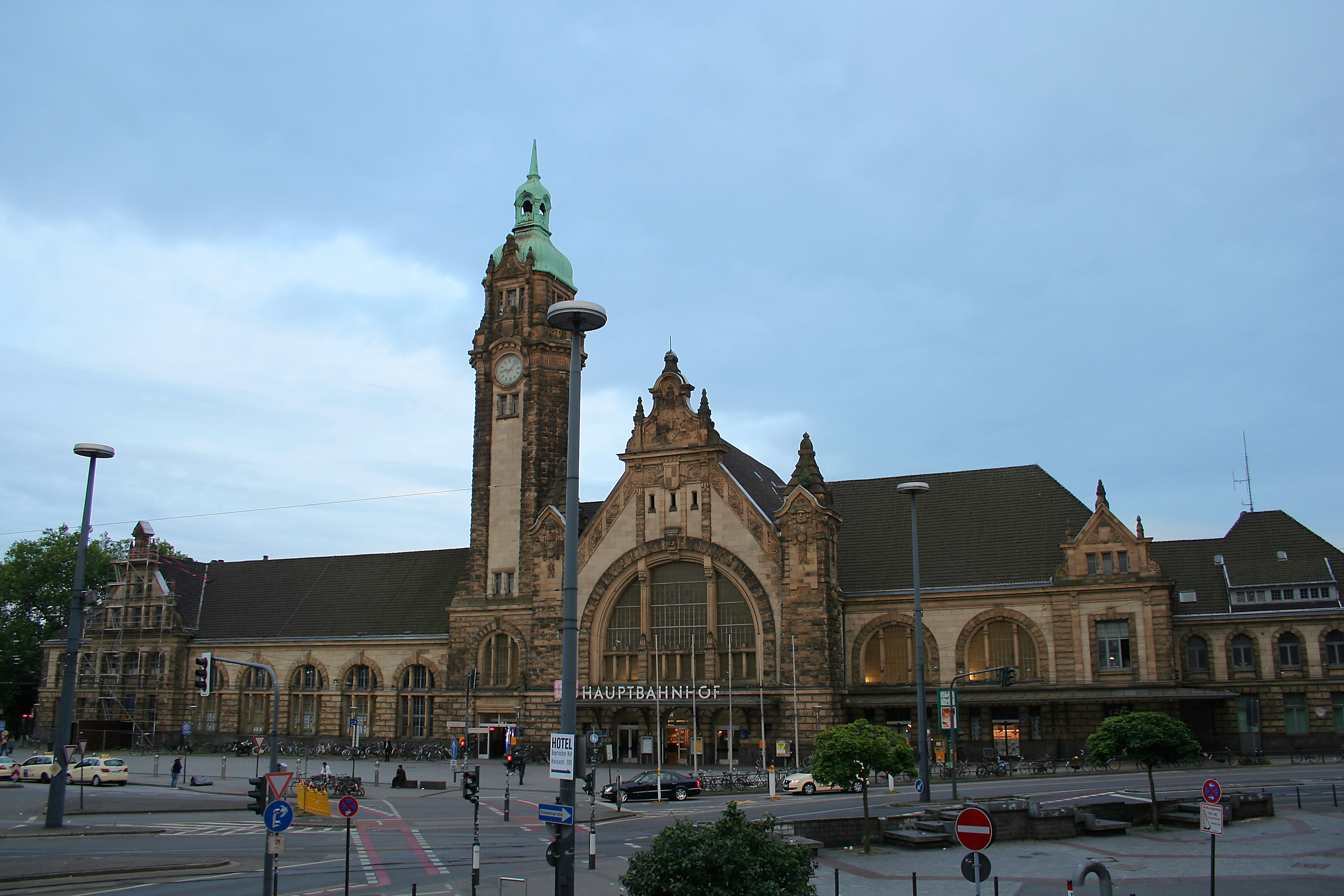
Krefeld Hauptbahnhof
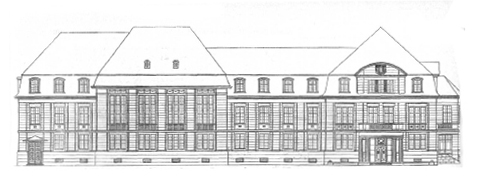
Eisenbahndirektion Köln, Nebengebäude
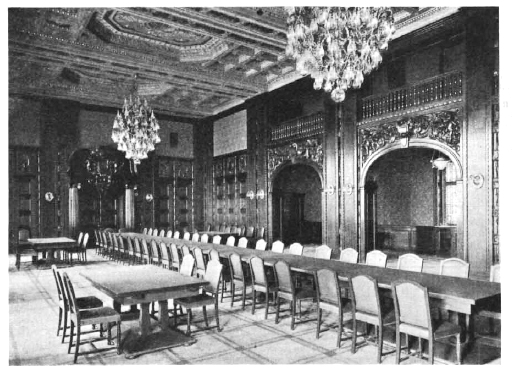
Köln: Sitzungssaal für den Bezirkseisenbahnrat
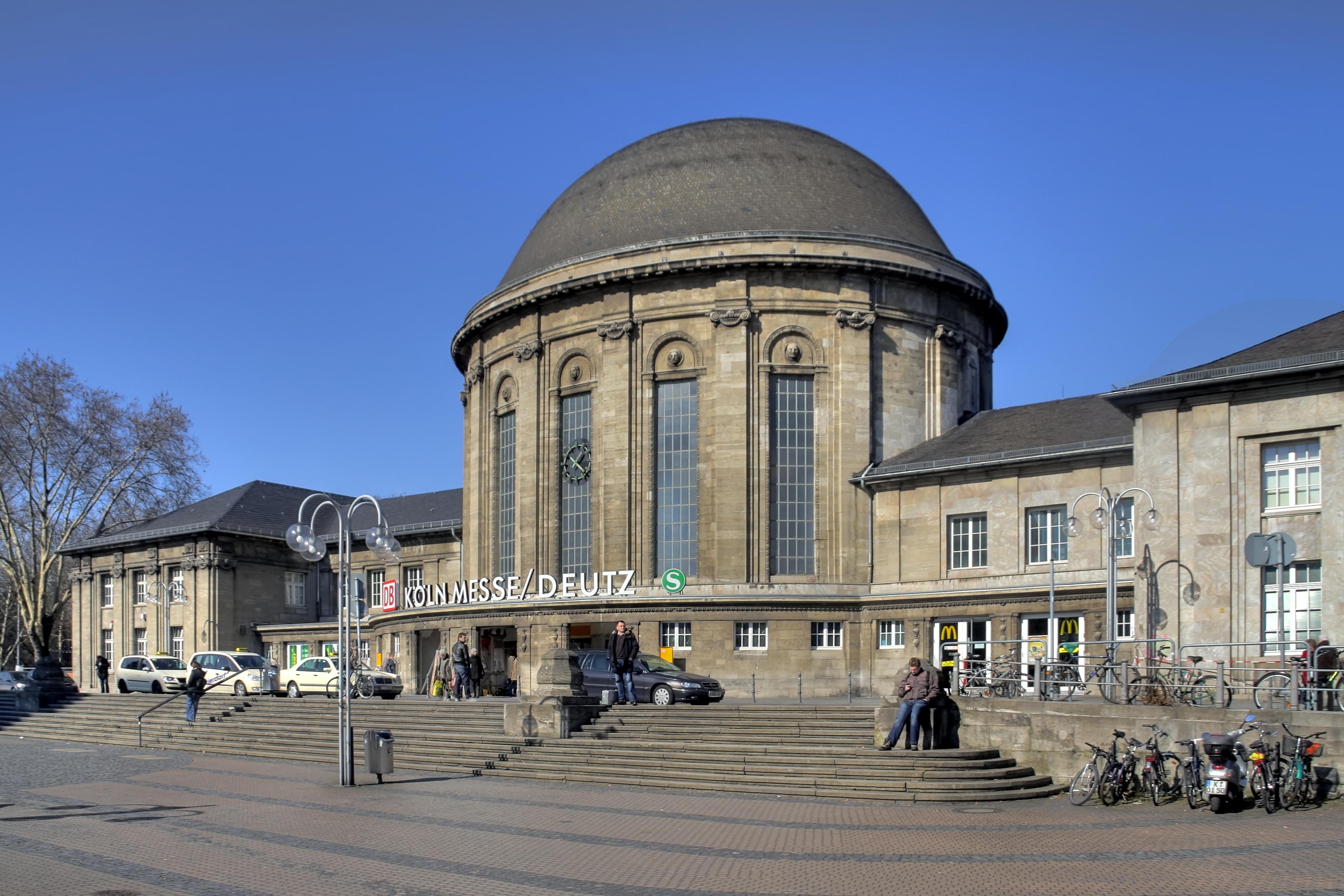
Der Bahnhof in Köln-Deutz